# Ida Gibbs
Ida Gibbs, nata Ida Alexander Gibbs, (Victoria, 16 novembre 1862 – Washington, 19 dicembre 1957), è stata una docente, attivista abolizionista e impegnata nella difesa dei diritti umani statunitense; è stata una sostenitrice dell'uguaglianza razziale e di genere e ha co-fondato una delle prime YWCA a Washington, per gli afroamericani nel 1905.
Era la figlia del giudice Mifflin Wistar Gibbs, la moglie di William Henry Hunt e un'amica di lunga data di W.E.B. Du Bois. Insieme a Du Bois fu una leader del primo movimento panafricano.

## Giovinezza ed educazione
Il padre di Ida, il giudice Mifflin Wistar Gibbs, era uno degli afroamericani più ricchi degli Stati Uniti alla fine del XIX secolo. Prima di accumulare la ricchezza, lui e sua moglie, Maria Ann Alexander Gibbs, viaggiarono dalla Pennsylvania alla California e infine all'Isola di Vancouver, dove Ida Alexander Gibbs Hunt nacque il 16 novembre 1862, a Victoria, nella Columbia Britannica. Dieci anni dopo, nel 1872, la famiglia Gibbs tornò negli Stati Uniti come famiglia benestante. Terza figlia di cinque fratelli, Ida era la figlia prediletta. Una delle sue sorelle era Harriet Gibbs Marshall.
All'Oberlin College completò un corso accademico classico e scientifico nel Dipartimento di Filosofia e Arti. Fece parte della prima classe di donne nere che si laurearono nel 1884, insieme a Mary Church Terrell e Anna Julia Cooper. Fecero parte della prima generazione di donne afroamericane che si laureò in un'università. La Gibbs fu anche eletta presidente della Società di Alfabetizzazione di Oberlin. Nel 1892 conseguì un Master of Arts. L'Oberlin College è stato il primo college ad accettare e trattare allo stesso modo gli uomini afroamericani e tutte le donne.

## Carriera e attivismo

### Insegnamento
La Gibbs insegnava latino e matematica prima del suo matrimonio. Al momento del matrimonio dovette lasciare il suo lavoro di insegnante perché fino al 1920 le donne sposate nel sistema scolastico pubblico di Washington, erano costrette a smettere di lavorare.
Come docente Gibbs insegnò inglese all'Alabama Agricultural and Mechanical College di Normal, in Alabama. Ha insegnato anche alla Florida A&M University di Tallahassee, alla Armstrong Manual Training High School di Washington, D.C., e alla M Street High School, una prestigiosa scuola afroamericana di preparazione all'università di Washington. Negli anni '20 la M Street High School, in seguito rinominata Dunbar High School, aveva quattro donne afroamericane che avevano conseguito un dottorato; Ida Gibbs era una di loro, il che portò molta attenzione alla scuola.
Il 12 aprile 1904 la Gibbs sposò il diplomatico William Henry Hunt al numero 14 di N Street, NW a Washington. Dopo il matrimonio lasciò la carriera di educatrice per unirsi al marito in vari incarichi consolari all'estero.

### Moglie di un diplomatico
Dopo il matrimonio Gibbs Hunt accompagnò il marito nei suoi incarichi diplomatici, in particolare in Liberia, Francia, Madagascar e Guadalupa. Grazie ai viaggi con il marito sviluppò una prospettiva internazionale sulla giustizia razziale. Il periodo trascorso all'estero la espose ai paralleli tra la lotta degli afroamericani negli Stati Uniti e le lotte affrontate dai popoli africani nei territori colonizzati.

### Il lavoro della YWCA e della Croce Rossa
Gibbs Hunt coltivò il suo attivismo civile in vari modi. Promuovendo l'istruzione dei neri, i diritti civili e il suffragio femminile, lasciò il segno come educatrice e come panafricanista. Tra il 1905 e il 1907 tornò negli Stati Uniti e appoggiò la nuova Young Women's Christian Association (YWCA) di Washington. Organizzò la prima Young Women's Christian Association (YWCA). per le donne nere e divenne membro del consiglio di amministrazione della Phyllis Wheatley YWCA. Nel 1906, mentre partecipava alla conferenza della National Association of Colored Women (NACW) a Detroit, Michigan, descrisse come le donne africane rispondevano ai coloni belgi in Congo. Durante la prima guerra mondiale fu attiva nella Croce Rossa francese, dove aiutò i rifugiati belgi e visitò i soldati alleati feriti.
Dopo la Prima guerra mondiale iniziò a scrivere per The Crisis con lo pseudonimo di Iola Gibson.

### Il panafricanismo

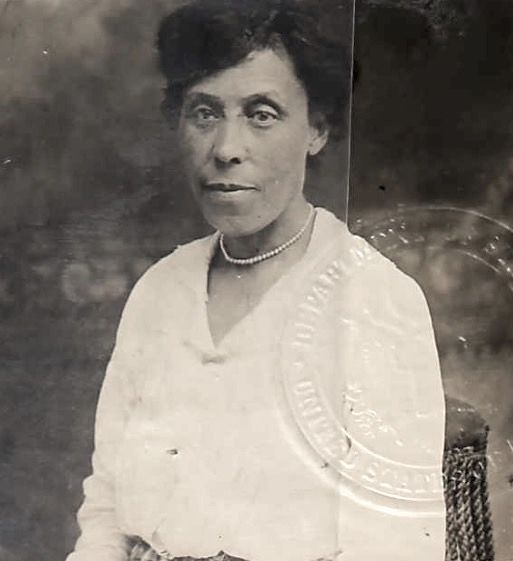
Ida Alexander Gibbs Hunt, 1918

La conferenza di pace di Parigi segnò l'inizio della leadership politica della Gibbs, al di là del suo ruolo di moglie di un diplomatico. A livello internazionale, aiutò a sostenere W.E.B. Du Bois nell'organizzazione di molti Congressi panafricani a partire dal 1919. Incoraggiò W.E.B. Du Bois a recarsi in Francia, dove lei viveva, per sostenere l'uguaglianza razziale globale nei negoziati di pace. Probabilmente presentò Du Bois al legislatore francese nero Blaise Diagne, che spinse il governo francese ad approvare il Congresso panafricano del 1919. W.E.B. Du Bois si affidò a lei per la sua fluidità in francese, il suo lavoro organizzativo e le sue connessioni politiche. Lei funse da traduttrice principale al Congresso panafricano di Parigi del 1919. Il suo obiettivo finale era quello di unire gli africani di tutta la diaspora attorno a uno scopo comune.
Ha anche sostenuto il disarmo mondiale e la nomina di rappresentanti neri al Terzo Congresso Panafricano di Londra del 1923, in un documento intitolato “Le razze colorate e la Lega delle Nazioni”. Insieme a W.E.B. Du Bois, ha co-presieduto il Comitato esecutivo della Conferenza.

### Diritti civili e diritti delle donne
A livello nazionale era impegnata nel Movimento Niagara e nell'Associazione Nazionale per l'Avanzamento delle Persone di Colore (NAACP). Altre organizzazioni in cui era impegnata erano il Club Franco-Étranger, il Club degli Amanti del Libro, la Bethel Literary Society, la Washington Welfare Association e la Women's International League for Peace and Freedom. Insieme ad altre donne afroamericane e africane che la pensavano allo stesso modo, lottò per l'uguaglianza razziale e di genere, sostenendo una coalizione femminile globale.
La Gibbs pubblicò articoli nel Journal of Negro History e nel Negro History Bulletin, tra cui “Il prezzo della pace” (1938), “La civiltà e le razze più scure” (n.d.) e il “Ricordo di Frederick Douglas” (1953). La sua scrittura le permise di condividere le sue idee sul progresso e la riforma razziale, che aveva appreso dalla sua esperienza di vita in tre continenti.

## Morte ed eredità
Ida Gibbs Hunt morì a Washington il 19 dicembre 1957.
Sebbene Du Bois sia riconosciuto come il leader del movimento panafricano, la Hunt è stata la principale organizzatrice della conferenza del 1919 e un membro influente del Comitato esecutivo negli anni successivi.